# Simon Dallow
Simon Dallow (nascido em 18 de junho de 1964) é um jornalista da Nova Zelândia, advogado e personalidade de televisão.

## Primeiros anos
Dallow, que é filho de Ross Dallow, foi educado no Liston College e no St. Peter's College. Concluiu o ensino superior na Universidade de Auckland, onde estudou Direito. Após concluir seus estudos jurídicos, Dallow atuou como advogado de litígios e seguros em Auckland, Nova Zelândia.
Com o crash da bolsa de 1987, ele resolveu mudar de carreira. Dallow passou os seis anos seguintes como diretor de turnê da Contiki Tours na Europa, onde conheceu a futura esposa, Alison Mau. Ambos retornaram à Nova Zelândia em 1993, e começaram a trabalhar para a TVNZ.
Dallow se casou com Mau em 1996, o casal teve dois filhos. Eles se separaram em 2009.

## Carreira
Dallow foi empregado por TVNZ desde 1993, inicialmente como um apresentador do programa Newsnight da TV2, juntamente com o então parceiro Alison Mau e Marcus Lush. Desde 1995, ele e Mau apresentaram a edição no meio da noite do One Network News; o casal mudou-se para os boletins de fim de semana em 1998. Desde 2006, ele co-ancorou o 1 News at Six ao lado de Wendy Petrie. O programa é normalmente transmitido ao vivo a partir de um estúdio da cidade de Auckland; no entanto, Dallow geralmente transmite ao vivo no local para divulgar notícias. De 2005 a 2007, Dallow também apresentou o slot no meio da manhã no Mix, então conhecido como Viva FM.